# Jubaira Bachmann
Jubaira Bachmann (* 5. Februar 1978 auf den Philippinen) ist eine Schweizer Fernsehmoderatorin und ehemalige Chefin von MTV Schweiz.

## Leben
Jubaira Bachmann wuchs in Luzern auf. Sie arbeitete im Musikjournalismus, in der Künstlerbetreuung und im Musikmanagement, bevor sie 1999 Redaktorin und Moderatorin bei Viva Schweiz wurde, wo sie 2005 ihre eigene Sendung namens Jubaira erhielt. 2007 wurde sie Musikchefin bei Viva, im April 2009 übernahm sie auch den Posten als Programm-Chefin bei MTV Schweiz und 2010 die Leitung von MTV Schweiz. 2012 beendete sie ihre Karriere bei MTV Schweiz.